# Menace (jeu vidéo)
Pour les articles homonymes, voir Menace.
Menace est un jeu vidéo de type shoot them up développé par DMA Design et édité par Psygnosis en 1988 sur Amiga. Le jeu a été adapté sur Atari ST, Commodore 64 et DOS en 1989.
C'est le premier jeu vidéo de l'écossais Dave Jones, plus tard cocréateur de la série Lemmings ou Grand Theft Auto. Il en a réalisé la suite en 1989, Blood Money.

## Développement
Le jeu original a été conçu et programmé par Dave Jones, avec des graphismes de Tony Smith et une bande-son de David Whittaker. Brian Watson a adapté le jeu sur Atari ST, Greg Duddle et James McDermott sur Commodore 64 et Russel Kay sous DOS.

## À noter
À l'origine le jeu devait s'appeler Draconia et il a même été parfois testé par la presse sous cette appellation. Le titre a été modifié au dernier moment, probablement dû à la sortie de Draconus peu avant sur Commodore 64.
L'illustration de la jaquette a été conçu par Ian Craig.